# 服部禎男
服部 禎男 （はっとり さだお、1933年7月27日 - ）は、日本の工学者、元電力中央研究所名誉特別顧問。放射線ホルミシスの研究者。

## 経歴・人物
愛知県名古屋市生まれ。愛知県立旭丘高等学校を経て、1956年、名古屋大学電気工学科卒業後、中部電力に入社。入社翌年、東京工業大学大学院原子核工学修士課程に進学。修了後の1960年、アメリカ合衆国オークリッジ国立研究所原子炉災害評価研修課程へ留学。1972年、動力炉・核燃料開発事業団に在籍、ふげん建設電気機械課長として設計、許認可研究活動に携わる。
1980年、電力中央研究所・研究開発部の初代原子力部長に就任。1984年、アメリカ合衆国の生化学者トーマス・ラッキーの唱えた放射線ホルミシス論を知り、のちに同理論は正しいと考えるに至る。
1986年から1993年にかけてアメリカのアルゴンヌ国立研究所との乾式再処理技術における共同研究に従事した。その途中の1988年、燃料無交換超小型安全炉（後の4S炉）を発案。同年、「原子力のリスク削減理論」により工学博士号取得。1989年、放射線ホルミシス研究委員会委員長および電力中央研究所理事に就任。
1997年にエドワード・テラーの指示により、米国カリフォルニア大学とローレンス・リバモア国立研究所によるチームで服部が東芝と開発した4S炉構想についての成立性評価が実施された。
1999年6月の原子力政策円卓会議では、もんじゅなど高速増殖炉や核燃料サイクルを開発する必要性、そのための小型単純炉実用化の先行を主張した。けれども後に中曽根康弘の紹介で、文部大臣を務めた島村宜伸からもんじゅへの意見を求められた際には50年前の設計であるとして廃炉を提言した。
2005年、「放射線ホルミシス研究とその国際的推進」によりバンガード賞を受賞。
放射線と健康を考える会理事。一般社団法人ホルミシス臨床研究会理事。

## 研究・著作・寄稿文
- 博士論文「原子力発電所の安全確保における確率論的手法に関する研究」東京大学工学博士、乙第8817号、1988年3月18日[7]
- 『「放射能は怖い」のウソ―親子で考える放射能Q&A』武田ランダムハウスジャパン、2011年8月
- 服部禎男「制御棒効果の簡易計算」『原子力発電』第2巻第4号、コロナ社、1958年10月、ISSN 04334000、NAID 40017726267。
- 服部禎男「原子炉制御棒効果近似計算と摂動論」『中部電力株式会社研究資料』第21号、中部電力技術開発本部、1958年12月、ISSN 03870057、NAID 40018048072。
- 服部禎男「絶縁劣化診断における電流急増現象についての一つの考え方」『中部電力株式会社研究資料』第21号、中部電力技術開発本部、1958年12月、ISSN 03870057、NAID 40018048077。
- 服部禎男「天然ウラン黒鉛炉におけるPu共鳴の反応度温度効果の試算」『原子力発電』第3巻第1号、コロナ社、1959年2月、40-50頁、ISSN 04334000、NAID 40017726026。
- 服部禎男「原子力発電所の安全性について」『電力』第49巻第3号、電力社、1965年3月、ISSN 04170245、NAID 40018111866。
- 服部禎男「放射性ヨウ素の挙動に関して」『日本原子力学会誌』第8巻第12号、日本原子力学会、1966年、656-659頁、doi:10.3327/jaesj.8.656、ISSN 0004-7120、NAID 130003910530。
- 服部禎男「実用動力炉保護方式の改良」『日本原子力学会誌』第10巻第1号、日本原子力学会、1968年、7-8頁、doi:10.3327/jaesj.10.7、ISSN 0004-7120、NAID 130003908707。
- 服部禎男「原子力発電所の抽気制御による負荷即応」『日本原子力学会誌』第10巻第5号、日本原子力学会、1968年、278-278頁、doi:10.3327/jaesj.10.278、ISSN 0004-7120、NAID 130003908733。
- 服部禎男, 青木英人, 新村亮「504. 抽気制御による沸騰水型原子力発電所の出力制御法とその応答解析」『日本原子力学会誌』第11巻第9号、日本原子力学会、1969年、532-538頁、doi:10.3327/jaesj.11.532、ISSN 0004-7120、NAID 130003746306。
- 服部禎男「西ドイツにおける軽水型原子力発電所の設計変更」『原子力工業』第17巻第6号、日刊工業新聞社、1971年6月、36-43頁、ISSN 04334035、NAID 40017724726。
- 服部禎男「タンク型ＦＢＲフィージビリティ・スタディの成果」『日本原子力学会誌』第26巻第10号、日本原子力学会、1984年、861-868頁、doi:10.3327/jaesj.26.861、ISSN 0004-7120、NAID 130003909501。
- 森島淳好, 天野文雄, 田坂完二, 安達公道, 宮園昭八郎, 伊藤太郎, 荒木邦夫, 角田直己, 小山内正夫, 植松邦彦, 飯島敏哲, 佐藤一男, 横山長之, 江藤秀雄, 渡辺偉夫, 国井和郎, 高橋幹二, 斯波正誼, 田中貢, 吉川栄和, 川崎了, 服部禎男, 飛岡利明, 黒田勲「「原子力安全」調査専門委員会の活動(第2回中間報告)」『日本原子力学会誌』第26巻第8号、日本原子力学会、1984年、686-689頁、doi:10.3327/jaesj.26.686、ISSN 0004-7120、NAID 130003909553。
- 服部禎男, 吉成康男「2重タンク型FBRの概要」『原子力工業』第31巻第7号、日刊工業新聞社、1985年7月、p50-56、ISSN 04334035、NAID 40001072955。
- 植田公雄, 藤村亮, 中野才治, 平島浩, 久保田雄, 服部禎男, 伊藤力生, 平塚法夫「平板型大型流動床ウラン脱硝反応器の開発 Ｉ 基本的流動特性:基本的流動特性」『日本原子力学会誌』第29巻第5号、日本原子力学会、1987年、428-435頁、doi:10.3327/jaesj.29.428、ISSN 0004-7120、NAID 130003909734。
- 服部禎男, 熊岡祥雄「FBR実証炉に関する研究開発」『東芝レビュー』第42巻第3号、東芝技術企画室、1987年3月、181-184頁、ISSN 03720462、NAID 40002618183。
- 冨重俊夫, 諸住正太郎, 小西隆男, 柴原格, 太田定雄, 井関孝善, 奥達雄, 伊藤正彦, 川嶋眞生, 奥田博, 米沢利夫, 古屋広高, 三木実, 山崖佳昭, 榊原安英, 中島甫, 田地弘勝, 近藤吉明, 大井昇, 鹿倉栄, 甲野啓一, 福田幸朔, 半田宗男, 服部禎男「II. 核燃料・炉材料」『日本原子力学会誌』第31巻第1号、日本原子力学会、1989年、58-73頁、doi:10.3327/jaesj.31.58、ISSN 0004-7120、NAID 130003747072。
- 井元良, 服部禎男「「高速増殖炉技術確証試験」の役割と高速炉免震技術の現状・将来展望」『原子力工業』第35巻第6号、日刊工業新聞社、1989年6月、p11-35、ISSN 04334035、NAID 40001073522。
- 服部禎男, 根本和泰, 石田健二, 御園生淳, 菅沼浩敏, 石井敬一郎, 山岡聖典「放射線ホルミシス」『日本原子力学会誌』第32巻第7号、日本原子力学会、1990年、688-696頁、doi:10.3327/jaesj.32.688、ISSN 0004-7120、NAID 130003747155。
- 服部禎男, 湊章男, 飯田式彦, 橋詰健一「高速炉による砂漠の緑化と地球再生」『日本原子力学会誌』第33巻第4号、日本原子力学会、1991年、302-309頁、doi:10.3327/jaesj.33.302、ISSN 0004-7120、NAID 130003747193。
- 服部禎男「アメリカにおけるアクチナイドリサイクルの意味」『原子力工業』第38巻第6号、日刊工業新聞社、1992年6月、p51-56、ISSN 04334035、NAID 40001074065。
- 服部禎男, 湊章男「超小型高速炉（４Ｓ‐５０ＭＷｅ）の設計構想」『日本原子力学会誌』第36巻第10号、日本原子力学会、1994年、926-938頁、doi:10.3327/jaesj.36.926、ISSN 0004-7120、NAID 130003910035。
- 服部禎男「放射線ホルミシス現象」『日本原子力学会誌』第37巻第4号、日本原子力学会、1995年、274-282頁、doi:10.3327/jaesj.37.274、ISSN 0004-7120、NAID 130003747302。
- 服部禎男「投稿 放射線防護の政治と科学をつなぐ会議とは」『エネルギーレビュー』第20巻第4号、エネルギーレビューセンター、2000年4月、54-57頁、ISSN 02892804、NAID 40004480912。
- 服部禎男「原油高騰で異変 エネルギー無策・日本を憂う(上)やはり環境対策上、原発が欠かせないこれだけの理由 電力中央研究所特別顧問 服部禎男」『財界』第48巻第23号、財界研究所、2000年11月、50-52頁、NAID 40001415458。
- 服部禎男「放射線ホルミシスの医療応用 (相補・代替医療の現況をみる--日常診療で知っておくべき多種多様のCAMを解説します) -- (エネルギー療法)」『治療』第89巻、南山堂、2007年3月、1338-1346頁、ISSN 00225207、NAID 40015415339。
- 服部禎男「放射線適応応答について」『放射線防護医療』第9号、放射線防護医療研究会、2013年11月、17-21頁、ISSN 1881-4999、NAID 40019893864。
- 渡部昇一, 服部禎男「「反原発」ならバカでも言える」『歴史通』第28号、ワック、2014年1月、32-44頁、NAID 40019900207。
- 服部禎男「低線量率放射線科学の国際的検討の歴史 (SAMRAI2014 論文集 福島の低線量率放射線の科学認識と20km県内の復興)」『放射線防護医療』第10号、放射線防護医療研究会、2015年3月、17-24頁、ISSN 1881-4999、NAID 40020423460。
- 服部禎男「遺言　私が見た原子力と放射能の真実」、株式会社かざひの文庫、2017年12月。